# 皇太子バルタサール・カルロスと小人
『皇太子バルタサール・カルロスと小人』（こうたいしバルタサール・カルロスとこびと、西: El príncipe Baltasar Carlos con un enano、英: Prince Balthasar Charles with a Dwarf）は、スペインのバロック絵画の巨匠ディエゴ・ベラスケスが1631年にキャンバス上に油彩で制作した絵画で、フェリペ4世の嫡子バルタサール・カルロス・デ・アウストリアと宮廷の小人の肖像画である。1901年、ヘンリー・リリー・ピアース (Henry Lillie Pierce) 基金から寄贈されて以来、ボストン美術館に所蔵されている。ベラスケスが幼い皇太子を描いた数点の肖像画中最初の作品である。

## 作品
フェリペ4世にとって待望の王位継承者バルタサール・カルロス皇太子は、1629年10月17日に誕生した。肖像画家としてのみならず、子供を描く画家としてのベラスケスの比類ない才能は、すでに本作に現れている。スペイン宮廷を特徴づける形式主義を垣間見せているとはいえ、画家は皇太子の人形のような顔と鋭く輝く大きな目を巧みに捉えている。
皇太子は、総司令官の服装 (幼児用にあつらえてあるが、右手に指揮棒を、左手に剣の柄を持ち、襟飾り、紫色のサッシュと胸甲を着けている) で表されているが、この麗々しい正装姿は明らかに1632年の2月22日 (皇太子は2歳と4ヶ月) に予定されていた皇太子への誓約式 (貴族が皇太子に忠誠を誓う儀式) を記念したものである。誓約式は皇太子の病気で2週間延期され、3月7日に聖ヒエロニムス教会で挙行されたが、当時の記録はその模様を「腰に剣と、金や宝石をあしらった短刀を着け、真珠のように白い羽毛で飾った黒い帽子を被っていた」と伝えている。
エプロンを着けた小人は皇太子の遊び相手で、彼の方に視線を注いでいる。彼が持つ玩具のガラガラとリンゴは同時に王権の笏 (しゃく)、球体を象徴し、ベラスケスは皇太子の国王としての未来の使命を暗示したのである (実際には、皇太子は17歳で亡くなり、王権を継ぐことはなかった)。小人は容貌からしてベラスケスの『バリェーカスの少年』 (プラド美術館) に描かれているフランシスコ・レスカーノといくらか似ているが、レスカーノが宮廷入りするのは1634年であり、別の小人と考えられる。本作の小人の衣装は首飾りとともに女児のものかもしれない。
なお、小人のダイナミックな動きと対照的な皇太子の静的な姿勢により、絵画は最初、皇太子だけを描いたもので、小人は後に描き加えられたと考える美術史家たちもいる。
純粋に色彩の見地に立てば、深い黒色、豊かな褐色、金色、小人が身に着けているエプロンと画面右側の帽子の羽飾りの白色のニュアンス、そしてこの白色を浮き上がらせている赤色は見事に調和している。